# Gustaf Nils Petter Sommelius
Gustaf Nils Petter Sommelius, född 1801 i Ystad, död 1862 i Stockholm, var en svensk affärsman. Han blev huvudsakligen känd som grundare av Sommelii Oljeslageri AB, sedermera AB Sommelii fabriker, som existerad ända in på 1960-talet.

## Biografi

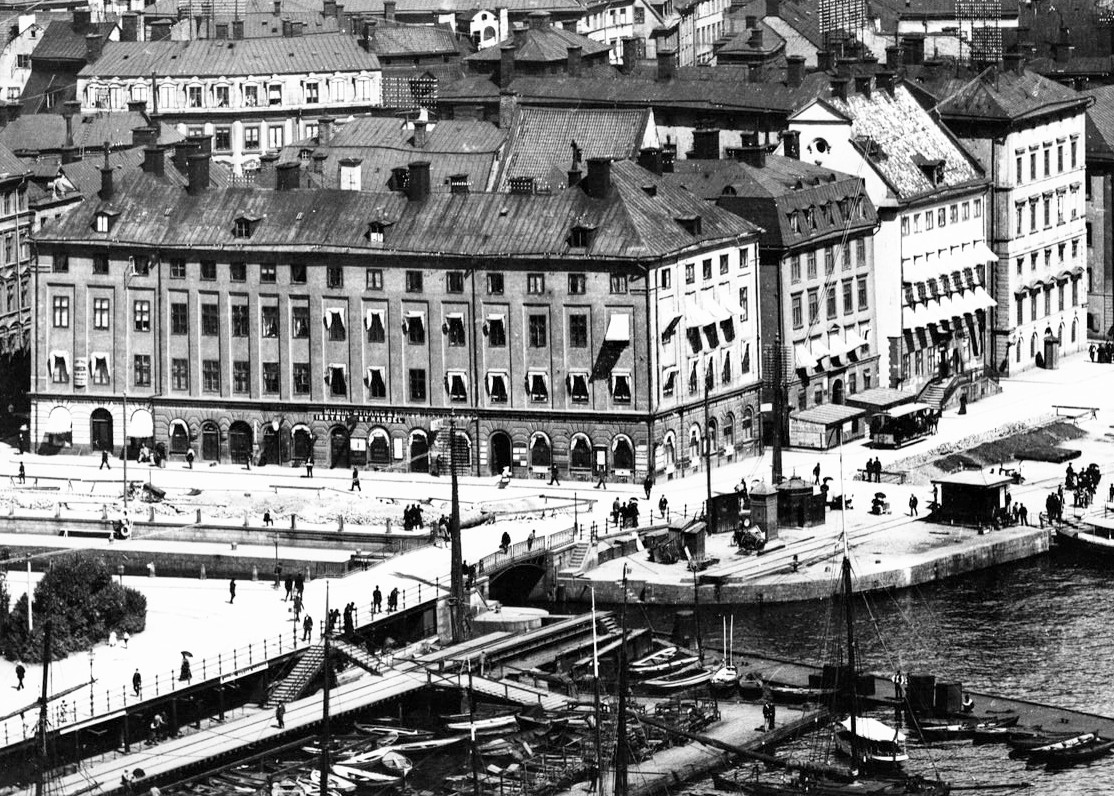
Räntmästarhuset 1898.

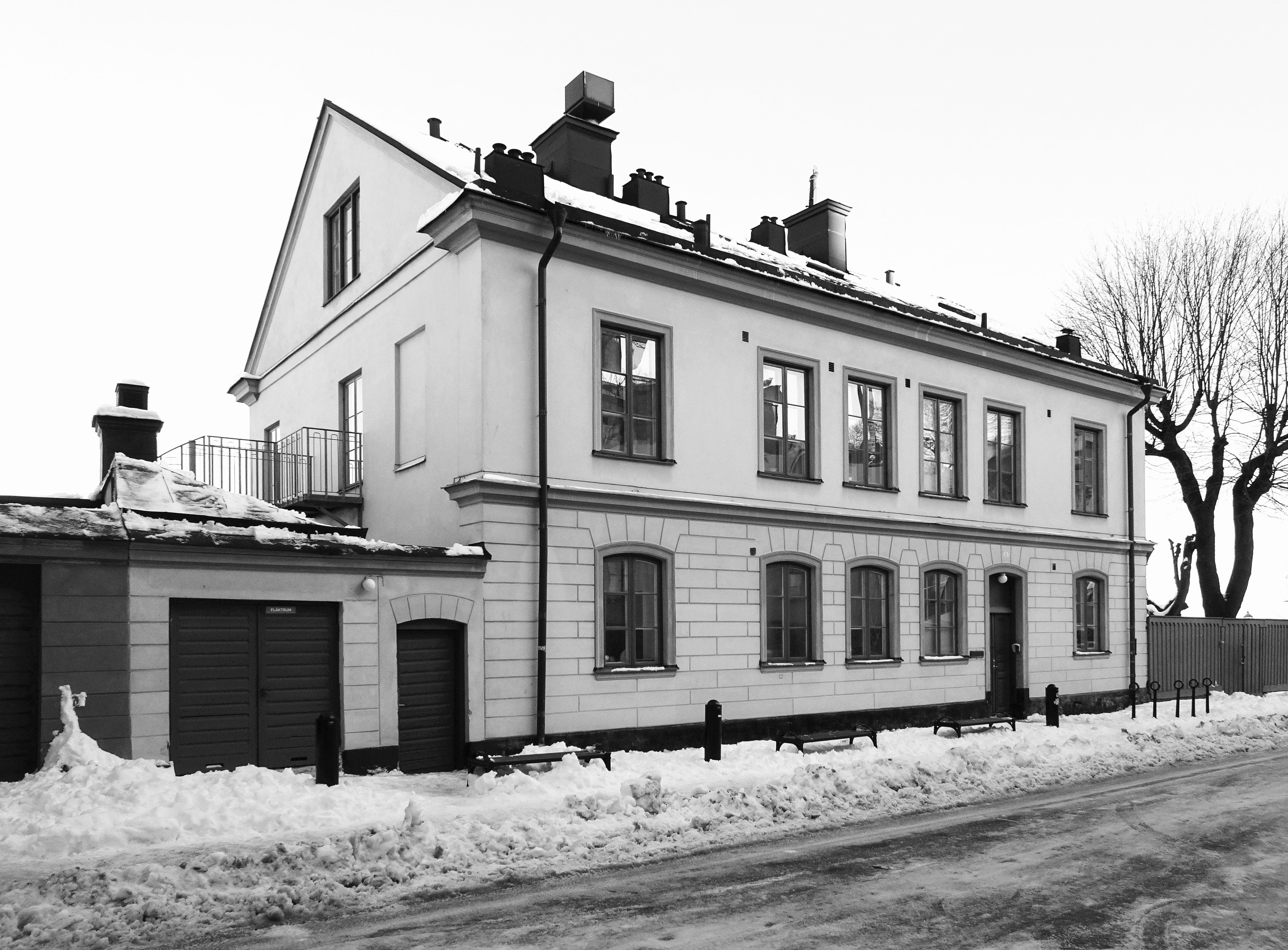
Sommelius hus, 2019.

Gustaf Sommelius tillhörde den svenska släkten Sommelius. Han var sonsons son till Gustaf Sommelius (1688–1758), borgmästare i Lund, och son till häradshövdingen Carl Gustaf Sommelius (1763–1815). Efter några års skolgång i Gävle gav han sig ut på resa till Spanien och Frankrike för att lära sig handelsyrket. Han var bosatt en längre tid i Marseille, där han var anställd på stadens handelskontor. 
Efter återkomsten till Sverige etablerade sig Gustaf Sommelius i Stockholm och fick anställning hos grosshandelsfirman Bibau & Wong, där han blev god vän med grosshandlaren Frans Schartau, vilken var huvudägare i Bibau & Wong. Hans första försök att bli egen företagare slutade i tre konkurser innan han 1841 grundade Sommelii Oljeslageri AB som låg på Stadsgården i kvarteret Stenbodarne större, ungefär på platsen för nuvarande Fotografiska. Sommelius fabrik var på 1850-talet det största svenska företaget inom oljeslageriet. Han hade stor fördel av oljeslageriets placering i Stadsgården, eftersom de fartyg som anlände med frön och linser från in- och utlandet kunde lossa direkt från båten till fabriken.
Sommelius verksamhet gick bra och han blev snart en välbeställd man med fyra egna fastigheter i Gamla stan, bland dem Räntmästarhuset vid Skeppsbron. Han skapade sig även en förmögenhet genom pantlånerörelse och i samband med olika konkurser blev han känd för sitt hårdhänta sätt att indriva skulder. Oljeslageriet var dock hans huvudsakliga inkomstkälla. Mellan 1847 och fram till sin död 1862 var han även registrator vid rådhusrätten i Stockholm. Han efterlämnade en förmögenhet om drygt 502 000 riksdaler banko (motsvarande 47 077 433 kronor mätt i 2020 års köpkraft).
Det hus som han lät bygga åt sig själv och sin familj blev färdigt först tre år efter hans död. Det uppfördes strax ovanför fabriksområdet vid nuvarande Fjällgatan 31 och kallas efter honom fortfarande Sommelius hus. Oljeslageriet vid Stadsgården hade då tagits över av familjen Brinck, det vill säga Sommelius dotter Sofia Matilda Gustafva tillsammans med sin man, grosshandlaren Edvard Brinck som tidigare varit bokhållare hos Frans Schartau. Oljeslageriets verksamhet flyttades 1888 lite längre österut till kajen vid Henriksborg. År 1894 ombildades firman till aktiebolaget AB Sommelii fabriker som 1916 uppgick i Svenska Oljeslageriaktiebolaget. Verksamheten i Stockholm pågick ända in på 1960-talet. Sommelius hus vid Fjällgatan är det enda som finns kvar efter Sommelius företag vid Stadsgården.